# Xanca de Perijá
La xanca de Perijá (Grallaria saltuensis) és una espècie –o la subespècie Grallaria rufula saltuensis, depenent de la classificació considerada– d'ocell passeriforme de la família Grallariidae, pertanyent al nombrós gènere Grallaria. És endèmica d'una petita regió de la frontera del nord-est de Colòmbia i nord-oest de Veneçuela. És una espècie monotípica.

## Distribució i hàbitat
Es troba a la serralada del Perijá, a la frontera entre Colòmbia i Veneçuela.
L'hàbitat natural d'aquesta espècie és el terra o a prop seu, el sotabosc de boscos humits de muntanya tropicals o subtropicals entre els 2300 i els 3650 m d'altitud.

## Sistemàtica

### Descripció original
L'espècie G. saltuensis va ser descrita per primera vegada per l'ornitòleg nord-americà Alexander Wetmore el 1946 sota el nom científic de subespècie Grallaria rufula saltuensis; la localitat tipus és: «sud de South Teta sobre Airoca, 9500–10,000 peus [c. 2900–3050 m], Serra de Perijá, Magdalena, Colòmbia».

### Etimologia
El nom genèric Grallaria deriva del llatí modern «grallarius»: “que camina sobre xanques”; “xanquer”; i el nom de l'espècie «saltuensis», prové del llatí «saltus»: “clariana”, “pasturatge entre boscos”.

### Taxonomia
El 2018, BirdLife International's Handbook of the Birds of the World la va elevar a l'estatus d'espècie basant-se en part en una publicació de 2016. Després d'un estudi publicat el 2020, el 2021 el Congrés Ornitològic Internacional i la taxonomia de Clements van seguir els mateixos passos. Anteriorment, havia estat tractada per alguns autors com a coespecífica amb Grallaria. quitensis.
La xanca de Perijá és tractada com una subespècie de la xanca rogenca (Grallaria rufula), però les classificacions Manual dels Ocells del Món (HBW) i Birdlife International (BLI) la consideren una espècie separada, amb base en diferències morfològiques, de plomatge i vocals. No obstant això no ha estat encara reconegut per altres classificacions.
Les principals diferències apuntades per HBW per justificar la separació del complex G. rufula són: és més pàl·lida, amb molt menys vermell a les parts inferiors; les parts superiors són de color marró-oliva i no vermell-marró càlid; presenta un anell ocular pàl·lid ben distintiu i considerablement més grossa; addicionalment sembla haver-hi diferències vocals, però la informació és incompleta i les anàlisis no finalitzades. També s'ha dit que podria pertànyer a Grallaria quitensis, però aquesta és molt més petita, amb el bec bru pàl·lid i no negrós llis; auriculars més llisos; per dalt és marró oliva fosc i no marró; les parts inferiors més pàl·lides, menys tenyides d'ocre-beix a la part ventral.
Isler et al. (2020) van estudiar les diverses poblacions del complex Grallaria rufula, que es distribueix per les selves humides montanes andines des del nord de Colòmbia i adjacent Veneçuela fins al centre de Bolívia. Els plomatges són generalment uniformes variant del comú al canyella, i canvien subtilment en la tonalitat i la saturació al llarg de la seva distribució. En contrast, es van trobar diferències substancials en les vocalitzacions entre poblacions geogràficament aïllades o parapàtriques. Utilitzant una àmplia filogènia molecular, i amb base en les diferències diagnòstiques en la vocalització, i en el plomatge on pertinent, els autors van identificar setze poblacions diferents al nivell d'espècies, sent tres ja existents (G. rufula, G. blakei i G. rufocinerea), set prèviament designades com a subespècies (una d'elles, la present espècie) i, notablement, sis noves espècies.